# Michael Müller (piragüista)
Michael Müller (Magdeburgo, 31 de marzo de 1993) es un deportista alemán que compite en piragüismo en la modalidad de aguas tranquilas.
Participó en los Juegos Europeos de Bakú 2015, obteniendo una medalla de bronce en la prueba de C2 1000 m.

## Palmarés internacional
| Juegos Europeos | Juegos Europeos   | Juegos Europeos   | Juegos Europeos |
| Año             | Lugar             | Medalla           | Competición     |
| --------------- | ----------------- | ----------------- | --------------- |
| 2015            | Bakú (Azerbaiyán) | Medalla de bronce | C2 1000 m       |